# Oecetis adelaidica
Oecetis adelaidica là một loài Trichoptera trong họ Leptoceridae. Chúng phân bố ở miền Australasia.